# قائمة النقود المعدنية اليمنية
هذه قائمة النقود المعدنية اليمنية وهي تشمل الإصدارات النقدية المعدنية الصادرة في الجمهورية اليمنية من عام 1993 عند انتهاء التعامل بالريال اليمني الشمالي والدينار اليمني الجنوبي، واستبدالهما بالريال اليمني.
أصدر البنك المركزي اليمني فئتي 1 و5 ريال في عام 1993، وتلا ذلك إصدار فئة 10 ريال في 1995، وفي عام 2004 أصدر فئة 20 ريال.
مع اندلاع الحرب الأهلية اليمنية تفاقمت الأزمة الاقتصادية بفعل التباين في السياستين النقديتين، اللتين أفضى إليهما انقسام البنك المركزي على مدينتين (صنعاء وعدن)، وفي عام 2024 أصدر فرع البنك المركزي في صنعاء الخاضع لسيطرة الحوثيون عملة معدنية فئة 100 ريال، وهي خطوة لاقت رفضًا من البنك المركزي للحكومة الشرعية ومقره عدن.

## تاريخ
تُشير الدراسات التاريخية إلى أن أول ظهور للعملات المعدنية في اليمن كان في القرن الخامس قبل الميلاد، الذي تعود إليه ثلاثُ قطع نقدية عُثر عليها منقوشة بخط المسند وتمَثِّل المرحلة الأولى لتعريب العملة الإغريقية.

## الفئات المتداولة

### فئة 1 ريال
| \| \|                                           | \| \|                                           | \| \|                      | \| \|                      | \| \| |
| ----------------------------------------------- | ----------------------------------------------- | -------------------------- | -------------------------- | ----- |
| 1 ريال يمني معدني (1993)                        |                                                 |                            |                            |       |
| الوجه : البنك المركزي اليمني 1 ريال 1414 - 1993 | الوجه : البنك المركزي اليمني 1 ريال 1414 - 1993 | العكس : الطير الجمهوري     | العكس : الطير الجمهوري     |       |
| الكتلة 2.65 غ                                   | المعدن ستانلس ستيل                              | القطر 19.95 مم             | السُمك 1.5 مم               |       |
| المصمم(ون)                                      | المصمم(ون)                                      | الحواف أملس مع أثلام       | الحواف أملس مع أثلام       |       |
| الطرازات 1993                                   | الطرازات 1993                                   | القيمة الاسمية 1 ريال يمني | القيمة الاسمية 1 ريال يمني |       |
|                                                 |                                                 |                            |                            |       |

### فئة 5 ريال
| \| \|                                             | \| \|                                             | \| \|                             | \| \|                             | \| \| |
| ------------------------------------------------- | ------------------------------------------------- | --------------------------------- | --------------------------------- | ----- |
| 5 ريال يمني معدني (1993)                          |                                                   |                                   |                                   |       |
| الوجه : البنك المركزي اليمني 5 ريالات 1414 - 1993 | الوجه : البنك المركزي اليمني 5 ريالات 1414 - 1993 | العكس : مبنى البنك المركزي اليمني | العكس : مبنى البنك المركزي اليمني |       |
| الكتلة 4.5 غ                                      | المعدن فولاذ غير قابل للصدأ                       | القطر 22.85 مم                    | السُمك 1.7 مم                      |       |
| المصمم(ون)                                        | المصمم(ون)                                        | الحواف أملس مع أثلام              | الحواف أملس مع أثلام              |       |
| الطرازات 1993                                     | الطرازات 1993                                     | القيمة الاسمية 5 ريال يمني        | القيمة الاسمية 5 ريال يمني        |       |
|                                                   |                                                   |                                   |                                   |       |

| \| \|                                             | \| \|                                             | \| \|                             | \| \|                             | \| \| |
| ------------------------------------------------- | ------------------------------------------------- | --------------------------------- | --------------------------------- | ----- |
| 5 ريال يمني معدني (2000)                          |                                                   |                                   |                                   |       |
| الوجه : البنك المركزي اليمني 5 ريالات 1420 - 2000 | الوجه : البنك المركزي اليمني 5 ريالات 1420 - 2000 | العكس : مبنى البنك المركزي اليمني | العكس : مبنى البنك المركزي اليمني |       |
| الكتلة 4.5 غ                                      | المعدن فولاذ غير قابل للصدأ                       | القطر 22.85 مم                    | السُمك 1.7 مم                      |       |
| المصمم(ون)                                        | المصمم(ون)                                        | الحواف أملس مع أثلام              | الحواف أملس مع أثلام              |       |
| الطرازات 2000                                     | الطرازات 2000                                     | القيمة الاسمية 5 ريال يمني        | القيمة الاسمية 5 ريال يمني        |       |
|                                                   |                                                   |                                   |                                   |       |

| \| \|                                             | \| \|                                             | \| \|                             | \| \|                             | \| \| |
| ------------------------------------------------- | ------------------------------------------------- | --------------------------------- | --------------------------------- | ----- |
| 5 ريال يمني معدني (2001)                          |                                                   |                                   |                                   |       |
| الوجه : البنك المركزي اليمني 5 ريالات 1421 - 2001 | الوجه : البنك المركزي اليمني 5 ريالات 1421 - 2001 | العكس : مبنى البنك المركزي اليمني | العكس : مبنى البنك المركزي اليمني |       |
| الكتلة 4.5 غ                                      | المعدن فولاذ غير قابل للصدأ                       | القطر 22.85 مم                    | السُمك 1.7 مم                      |       |
| المصمم(ون)                                        | المصمم(ون)                                        | الحواف أملس مع أثلام              | الحواف أملس مع أثلام              |       |
| الطرازات 2001                                     | الطرازات 2001                                     | القيمة الاسمية 5 ريال يمني        | القيمة الاسمية 5 ريال يمني        |       |
|                                                   |                                                   |                                   |                                   |       |

| \| \|                                             | \| \|                                             | \| \|                             | \| \|                             | \| \| |
| ------------------------------------------------- | ------------------------------------------------- | --------------------------------- | --------------------------------- | ----- |
| 5 ريال يمني معدني (2004)                          |                                                   |                                   |                                   |       |
| الوجه : البنك المركزي اليمني 5 ريالات 1425 - 2004 | الوجه : البنك المركزي اليمني 5 ريالات 1425 - 2004 | العكس : مبنى البنك المركزي اليمني | العكس : مبنى البنك المركزي اليمني |       |
| الكتلة 4.5 غ                                      | المعدن فولاذ غير قابل للصدأ                       | القطر 22.85 مم                    | السُمك 1.7 مم                      |       |
| المصمم(ون)                                        | المصمم(ون)                                        | الحواف أملس مع أثلام              | الحواف أملس مع أثلام              |       |
| الطرازات 2004                                     | الطرازات 2004                                     | القيمة الاسمية 5 ريال يمني        | القيمة الاسمية 5 ريال يمني        |       |
|                                                   |                                                   |                                   |                                   |       |

### فئة 10 ريال
| \| \|                                              | \| \|                                              | \| \|                       | \| \|                       | \| \| |
| -------------------------------------------------- | -------------------------------------------------- | --------------------------- | --------------------------- | ----- |
| 10 ريال يمني معدني (1995)                          |                                                    |                             |                             |       |
| الوجه : البنك المركزي اليمني 10 ريالات 1416 - 1995 | الوجه : البنك المركزي اليمني 10 ريالات 1416 - 1995 | العكس : جسر شهارة           | العكس : جسر شهارة           |       |
| الكتلة 6.05 غ                                      | المعدن فولاذ غير قابل للصدأ                        | القطر 26 مم                 | السُمك 1.75 مم               |       |
| المصمم(ون)                                         | المصمم(ون)                                         | الحواف مسكوكة               | الحواف مسكوكة               |       |
| الطرازات 1995                                      | الطرازات 1995                                      | القيمة الاسمية 10 ريال يمني | القيمة الاسمية 10 ريال يمني |       |
|                                                    |                                                    |                             |                             |       |

| \| \|                                              | \| \|                                              | \| \|                       | \| \|                       | \| \| |
| -------------------------------------------------- | -------------------------------------------------- | --------------------------- | --------------------------- | ----- |
| 10 ريال يمني معدني (2003)                          |                                                    |                             |                             |       |
| الوجه : البنك المركزي اليمني 10 ريالات 1424 - 2003 | الوجه : البنك المركزي اليمني 10 ريالات 1424 - 2003 | العكس : جسر شهارة           | العكس : جسر شهارة           |       |
| الكتلة 6.05 غ                                      | المعدن فولاذ غير قابل للصدأ                        | القطر 26 مم                 | السُمك 1.75 مم               |       |
| المصمم(ون)                                         | المصمم(ون)                                         | الحواف مسكوكة               | الحواف مسكوكة               |       |
| الطرازات 2003                                      | الطرازات 2003                                      | القيمة الاسمية 10 ريال يمني | القيمة الاسمية 10 ريال يمني |       |
|                                                    |                                                    |                             |                             |       |

| \| \|                                              | \| \|                                              | \| \|                       | \| \|                       | \| \| |
| -------------------------------------------------- | -------------------------------------------------- | --------------------------- | --------------------------- | ----- |
| 10 ريال يمني معدني (2009)                          |                                                    |                             |                             |       |
| الوجه : البنك المركزي اليمني 10 ريالات 1430 - 2009 | الوجه : البنك المركزي اليمني 10 ريالات 1430 - 2009 | العكس : جسر شهارة           | العكس : جسر شهارة           |       |
| الكتلة 6.05 غ                                      | المعدن فولاذ غير قابل للصدأ                        | القطر 26 مم                 | السُمك 1.75 مم               |       |
| المصمم(ون)                                         | المصمم(ون)                                         | الحواف مسكوكة               | الحواف مسكوكة               |       |
| الطرازات 2009                                      | الطرازات 2009                                      | القيمة الاسمية 10 ريال يمني | القيمة الاسمية 10 ريال يمني |       |
|                                                    |                                                    |                             |                             |       |

### فئة 20 ريال
| \| \|                                                                                 | \| \|                                                                                 | \| \|                       | \| \|                       | \| \| |
| ------------------------------------------------------------------------------------- | ------------------------------------------------------------------------------------- | --------------------------- | --------------------------- | ----- |
| 20 ريال يمني معدني (2004)                                                             |                                                                                       |                             |                             |       |
| الوجه : البنك المركزي اليمني 20 ريال 1425 هـ - 2004 مـ 20 RIALS CENTRAL BANK OF YEMEN | الوجه : البنك المركزي اليمني 20 ريال 1425 هـ - 2004 مـ 20 RIALS CENTRAL BANK OF YEMEN | العكس : سقطرى شجرة الاخوين  | العكس : سقطرى شجرة الاخوين  |       |
| الكتلة 7.1 غ                                                                          | المعدن نحاس أصفر مطلي فولاذ، ستانلس ستيل                                              | القطر 29.85 مم              | السُمك 1.5 مم                |       |
| المصمم(ون)                                                                            | المصمم(ون)                                                                            | الحواف مسكوكة               | الحواف مسكوكة               |       |
| الطرازات 2004                                                                         | الطرازات 2004                                                                         | القيمة الاسمية 20 ريال يمني | القيمة الاسمية 20 ريال يمني |       |
|                                                                                       |                                                                                       |                             |                             |       |

| \| \|                                                                                 | \| \|                                                                                 | \| \|                         | \| \|                         | \| \| |
| ------------------------------------------------------------------------------------- | ------------------------------------------------------------------------------------- | ----------------------------- | ----------------------------- | ----- |
| 20 ريال يمني معدني (2006)                                                             |                                                                                       |                               |                               |       |
| الوجه : البنك المركزي اليمني 20 ريال 1427 هـ - 2006 مـ 20 RIALS CENTRAL BANK OF YEMEN | الوجه : البنك المركزي اليمني 20 ريال 1427 هـ - 2006 مـ 20 RIALS CENTRAL BANK OF YEMEN | العكس : سقطرى شجرة دم الأخوين | العكس : سقطرى شجرة دم الأخوين |       |
| الكتلة 6.62 غ                                                                         | المعدن ستانلس ستيل                                                                    | القطر 30 مم                   | السُمك 1.4 مم                  |       |
| المصمم(ون)                                                                            | المصمم(ون)                                                                            | الحواف مسكوكة                 | الحواف مسكوكة                 |       |
| الطرازات 2006                                                                         | الطرازات 2006                                                                         | القيمة الاسمية 20 ريال يمني   | القيمة الاسمية 20 ريال يمني   |       |
|                                                                                       |                                                                                       |                               |                               |       |

### فئة 100 ريال
| \| \|                                             | \| \|                                             | \| \|                          | \| \|                          | \| \| |
| ------------------------------------------------- | ------------------------------------------------- | ------------------------------ | ------------------------------ | ----- |
| 100 ريال يمني معدني (2024)                        |                                                   |                                |                                |       |
| الوجه : البنك المركزي اليمني 100 ريال 1445 - 2024 | الوجه : البنك المركزي اليمني 100 ريال 1445 - 2024 | العكس : دار الحجر DAR AL HAJAR | العكس : دار الحجر DAR AL HAJAR |       |
| الكتلة غ                                          | المعدن فولاذ                                      | القطر                          | السُمك                          |       |
| المصمم(ون)                                        | المصمم(ون)                                        | الحواف مسكوك                   | الحواف مسكوك                   |       |
| الطرازات 2024                                     | الطرازات 2024                                     | القيمة الاسمية 100 ريال يمني   | القيمة الاسمية 100 ريال يمني   |       |
|                                                   |                                                   |                                |                                |       |

## عملات تذكارية
| \| \|                      | \| \|                  | \| \|                             | \| \|                             | \| \| |
| -------------------------- | ---------------------- | --------------------------------- | --------------------------------- | ----- |
| 200 ريال يمني معدني (2018) |                        |                                   |                                   |       |
| الوجه : سقطرى 200 2018     | الوجه : سقطرى 200 2018 | العكس : SOCOTRA TWO HUNDRED RIALS | العكس : SOCOTRA TWO HUNDRED RIALS |       |
| الكتلة 31.8 غ              | المعدن نيكل نحاسي      | القطر 40.1 مم                     | السُمك                             |       |
| المصمم(ون)                 | المصمم(ون)             | الحواف                            | الحواف                            |       |
| الطرازات 2018              | الطرازات 2018          | القيمة الاسمية 200 ريال يمني      | القيمة الاسمية 200 ريال يمني      |       |
|                            |                        |                                   |                                   |       |

### صنعاء عاصمة للثقافة العربية 2004
بمناسبة إعلان صنعاء عاصمة الثقافة العربية أعلن البنك المركزي اليمني إطلاقه عملة تذكارية خاصة بالمناسبة، في اجراء هو الأول من نوعه في الوطن العربي منذ تأسيس الإحتفاء بالعواصم الثقافية العربية. وشملت العملة التذكارية 3 فئات الأولى برونزية تحمل قيمة الألف ريال، والثانية مطلية بالذهب تحمل قيمة 500 ريال، والثالثة برونزية تحمل قيمة 500 ريال.
| \| \|                                                                                  | \| \|                                                                                  | \| \|                                                                          | \| \|                                                                          | \| \| |
| -------------------------------------------------------------------------------------- | -------------------------------------------------------------------------------------- | ------------------------------------------------------------------------------ | ------------------------------------------------------------------------------ | ----- |
| 500 ريال يمني معدني (2004)                                                             |                                                                                        |                                                                                |                                                                                |       |
| الوجه : البنك المركزي اليمني 500 ريال - 500 RIALS 1425هـ - 2004م CENTRAL BANK OF YEMEN | الوجه : البنك المركزي اليمني 500 ريال - 500 RIALS 1425هـ - 2004م CENTRAL BANK OF YEMEN | العكس : صنعاء عاصمة للثقافة العربية 2004 SANA'A 2004 THE ARAB CULTURAL CAPITAL | العكس : صنعاء عاصمة للثقافة العربية 2004 SANA'A 2004 THE ARAB CULTURAL CAPITAL |       |
| الكتلة 21.25 غ                                                                         | المعدن زنك                                                                             | القطر 35.2 مم                                                                  | السُمك                                                                          |       |
| المصمم(ون)                                                                             | المصمم(ون)                                                                             | الحواف مسكوك                                                                   | الحواف مسكوك                                                                   |       |
| الطرازات 2004                                                                          | الطرازات 2004                                                                          | القيمة الاسمية 500 ريال يمني                                                   | القيمة الاسمية 500 ريال يمني                                                   |       |
|                                                                                        |                                                                                        |                                                                                |                                                                                |       |

| \| \|                                                                                    | \| \|                                                                                    | \| \|                                                                          | \| \|                                                                          | \| \| |
| ---------------------------------------------------------------------------------------- | ---------------------------------------------------------------------------------------- | ------------------------------------------------------------------------------ | ------------------------------------------------------------------------------ | ----- |
| 1000 ريال يمني معدني (2004)                                                              |                                                                                          |                                                                                |                                                                                |       |
| الوجه : البنك المركزي اليمني 1000 ريال - 1000 RIALS 1425هـ - 2004م CENTRAL BANK OF YEMEN | الوجه : البنك المركزي اليمني 1000 ريال - 1000 RIALS 1425هـ - 2004م CENTRAL BANK OF YEMEN | العكس : صنعاء عاصمة للثقافة العربية 2004 SANA'A 2004 THE ARAB CULTURAL CAPITAL | العكس : صنعاء عاصمة للثقافة العربية 2004 SANA'A 2004 THE ARAB CULTURAL CAPITAL |       |
| الكتلة 73.3 غ                                                                            | المعدن قصدير، ونحاس                                                                      | القطر 60.3 مم                                                                  | السُمك                                                                          |       |
| المصمم(ون)                                                                               | المصمم(ون)                                                                               | الحواف أملس                                                                    | الحواف أملس                                                                    |       |
| الطرازات 2004                                                                            | الطرازات 2004                                                                            | القيمة الاسمية 1000 ريال يمني                                                  | القيمة الاسمية 1000 ريال يمني                                                  |       |
|                                                                                          |                                                                                          |                                                                                |                                                                                |       |